# Dokuz, Gölpazarı
Dokuz là một xã thuộc huyện Gölpazarı, tỉnh Bilecik, Thổ Nhĩ Kỳ. Dân số thời điểm năm 2011 là 30 người.